# Lista de prefeitos de Ibaretama
Esta é a lista de prefeitos e vice-prefeitos do município de Ibaretama, estado brasileiro do Ceará.
| Nº | Nomes | Imagem (Prefeito)     | Partido                                          | Início do mandato      | Fim do mandato                                        | Observações                                   |
| 1  | Raimundo Viana de Queiroz (Quixadá, 07.01.1932–) Vice: Isaias Pimentel de Oliveira                                                                   |                       | Partido Democrático Trabalhista PDT              | 1º de janeiro de 1989  | 31 de dezembro de 1992                                | Prefeito e vice eleitos em sufrágio universal |
| 2  | José Ursulino de Melo Vice: Hemetério Bandeira de Melo (Ibaretama, 03.03.1931–)                                                                      |                       | Partido da Social Democracia Brasileira PSDB     | 1º de janeiro de 1993  | 31 de dezembro de 1996                                | Prefeito e vice eleitos em sufrágio universal |
| 3  | Manoel Moraes Lopes (Quixadá, 06.02.1949–) Vice (1): José Antunes Fonseca da Mota Vice (2): José Everardo Silveira                                   |                       | Partido da Frente Liberal PFL                    | 1º de janeiro de 1997  | 31 de dezembro de 2000                                | Prefeito e vice eleitos em sufrágio universal |
| 3  | Manoel Moraes Lopes (Quixadá, 06.02.1949–) Vice (1): José Antunes Fonseca da Mota Vice (2): José Everardo Silveira                                   | 1º de janeiro de 2001 | Partido da Frente Liberal PFL                    | 31 de dezembro de 2004 | Prefeito reeleito e vice eleito em sufrágio universal |                                               |
| 4  | Raimundo Viana de Queiroz, Raimundinho (Quixadá, 07.01.1932–) Vice: Raimundo Nonato de Melo, Dr. Nonato (PSC) (Quixadá, 09.12.1950–)                 |                       | Partido Trabalhista Cristão PTC                  | 1º de janeiro de 2005  | 31 de dezembro de 2008                                | Prefeito e vice eleitos em sufrágio universal |
| 5  | Francisco Edson de Moraes (Morada Nova, 21.04.1947–) Vice: Antônia Núbia de Lima Cavalcante (PRB) (Quixadá, 24.11.1972–)                             |                       | Partido Socialista Brasileiro PSB                | 1º de janeiro de 2009  | 31 de dezembro de 2012                                | Prefeito e vice eleitos em sufrágio universal |
| 6  | Elíria Maria Freitas de Queiroz (Ibaretama, 07.05.1962–) Vice:Francisca Vanderlene de Queiroz Silva (PSDB) (Ibaretama, 28.12.1967–)                  |                       | Partido Social Democrático PSD                   | 1º de janeiro de 2013  | 31 de dezembro de 2016                                | Prefeita e vice eleitas em sufrágio universal |
| 7  | Francisco Edson de Moraes (Morada Nova, 21.04.1947–) Vice:Antonio Rodrigues Moraes Neto, Dr. Rodrigues (PR) (Fortaleza, 25.08.1985–)                 |                       | Partido do Movimento Democrático Brasileiro PMDB | 1º de janeiro de 2017  | 31 de dezembro de 2020                                | Prefeito e vice eleitos em sufrágio universal |
| 8  | Elíria Maria Freitas de Queiroz (Ibaretama, 07.05.1962–) Vice:Tereza Carla de Freitas Brasilino, Carlinha do Hospital (PSB) (Ibaretama, 05.06.1977–) |                       | Partido Social Democrático PSD                   | 1º de janeiro de 2021  | 31 de dezembro de 2024                                | Prefeita e vice eleitas em sufrágio universal |
| 8  | Elíria Maria Freitas de Queiroz (Ibaretama, 07.05.1962–) Vice:Tereza Carla de Freitas Brasilino, Carlinha do Hospital (PSB) (Ibaretama, 05.06.1977–) | 1º de janeiro de 2025 | Partido Social Democrático PSD                   | Atualidade             | Prefeita e vice reeleitas em sufrágio universal       |                                               |